# نزع أكسجين المحيطات

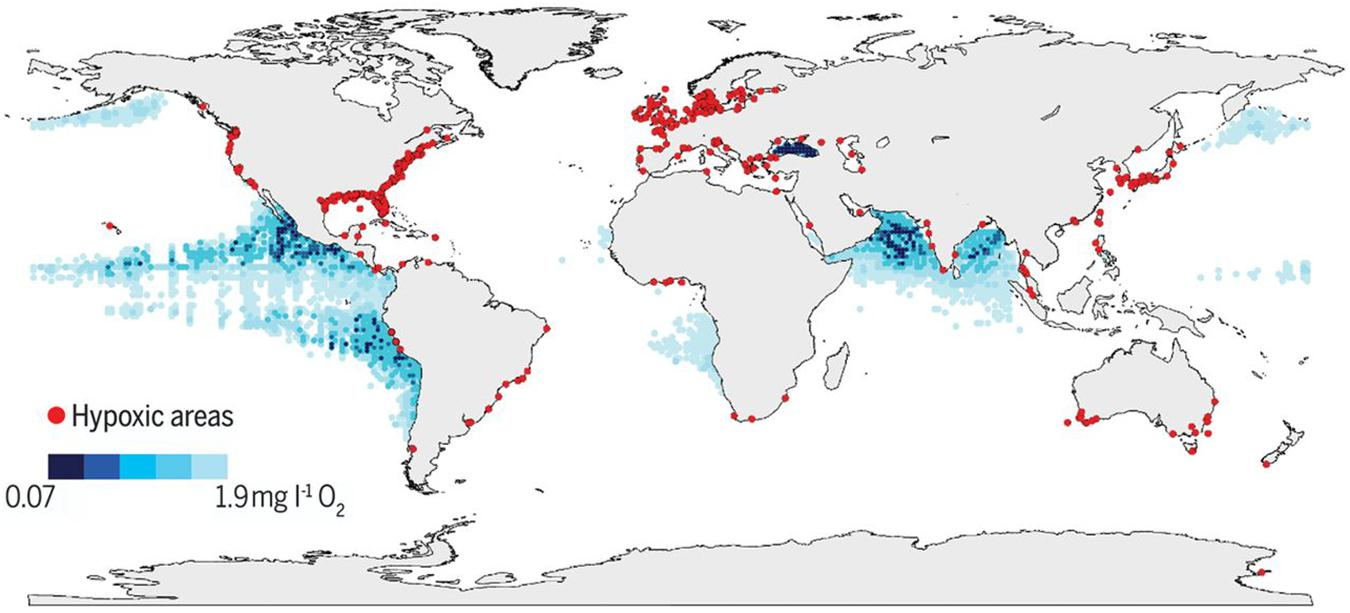
خريطة عالمية لمستويات الأكسجين المنخفضة والمتناقصة في المياه الساحلية (بشكل رئيسي بسبب التخصيب المفرط) وفي المحيط المفتوح (بسبب تغير المناخ). تشير الخريطة إلى المواقع الساحلية التي انخفضت فيها مستويات الأكسجين إلى أقل من 2 ملغ/لتر (النقاط الحمراء)، بالإضافة إلى توسع مناطق الحد الأدنى للأكسجين في المحيط عند عمق 300 متر (المناطق المظللة باللون الأزرق).

نزع الأكسجين في المحيط هو انخفاض في محتوى الأكسجين في أجزاء مختلفة من المحيط بسبب الأنشطة البشرية. هناك منطقتان تحدث فيهما هذه الظاهرة. أولاً، يحدث في المناطق الساحلية حيث أدى فرط المغذيات إلى انخفاض سريع إلى حد ما (في بضعة عقود) في مستويات الأكسجين إلى مستويات منخفضة جدًا. يُطلق على هذا النوع من انخفاض الأكسجة في المحيط أيضًا اسم المناطق الميتة. ثانيًا، يحدث نزع الأكسجين في المحيط أيضًا في المحيط المفتوح. في ذلك الجزء من المحيط، هناك حاليًا انخفاض مستمر في مستويات الأكسجين. نتيجة لذلك، تتوسع الآن المناطق المنخفضة الأكسجين الطبيعية (ما يسمى بمناطق الحد الأدنى للأكسجين (OMZs)) ببطء. يحدث هذا التوسع نتيجة لتغير المناخ الناجم عن الأنشطة البشرية. يؤدي الانخفاض الناتج في محتوى الأكسجين في المحيطات إلى تهديد الحياة البحرية، وكذلك الأشخاص الذين يعتمدون على الحياة البحرية في التغذية أو سبل العيش. يؤثر انخفاض مستويات الأكسجين في المحيط على مدى إنتاجية المحيط، وكيفية تحرك العناصر الغذائية والكربون، وكيفية عمل الموائل البحرية.
مع ارتفاع درجة حرارة المحيطات، يزداد فقدان الأكسجين فيها. وذلك لأن درجات الحرارة المرتفعة تزيد من طبقية المحيط. يكمن سبب ذلك في الروابط المتعددة بين تأثيرات الكثافة والذوبانية الناتجة عن الاحترار. وكأثر جانبي، يُقلل توافر العناصر الغذائية للحياة البحرية، وبالتالي إضافة المزيد من الضغط على الكائنات البحرية.
تؤدي درجات الحرارة المرتفعة في المحيطات أيضًا إلى انخفاض قابلية ذوبان الأكسجين في الماء، مما يمكن أن يفسر حوالي 50٪ من فقدان الأكسجين في المستوى العلوي من المحيط (> 1000 متر). يحتفظ الماء الدافئ في المحيط بكمية أقل من الأكسجين ويكون أكثر طفوًا من الماء البارد. وهذا يؤدي إلى انخفاض في اختلاط المياه المؤكسجة بالقرب من السطح مع المياه العميقة، والتي تحتوي بشكل طبيعي على كمية أقل من الأكسجين. كما ترفع المياه الدافئة أيضًا من الطلب على الأكسجين من الكائنات الحية؛ نتيجة لذلك، يتوفر كمية أقل من الأكسجين للحياة البحرية.
أظهرت الدراسات أن المحيطات فقدت بالفعل 1-2٪ من أكسجينها منذ منتصف القرن العشرين، وتتوقع محاكاة النموذج انخفاضًا يصل إلى 7٪ في محتوى الأكسجين العالمي للمحيطات على مدى المائة عام القادمة. ومن المتوقع أن يستمر انخفاض الأكسجين لمدة ألف عام أو أكثر.

## المصطلحات
اُستخدم مصطلح "نزع أكسجين المحيطات" بشكل متزايد من قبل الهيئات العلمية الدولية لأنه يلتقط الاتجاه التنازلي لمخزون الأكسجين في المحيطات العالمية. ناقش علماء المحيطات وغيرهم العبارة التي تصف هذه الظاهرة بشكل أفضل لغير المتخصصين. ومن بين الخيارات التي نُظر فيها "اختناق المحيطات"، و"نزع الأكسجين البحري"، و"استنفاد أكسجين المحيط"، و"نقص الأكسجين في المحيط".

## أنواع وآليات
هناك نوعان من نزع الأكسجين من المحيطات، يحدثان في منطقتين مختلفتين ولهما أسباب مختلفة: انخفاض الأكسجين في المناطق الساحلية مقابل انخفاض الأكسجين في المحيط المفتوح وكذلك المحيط العميق (مناطق الحد الأدنى من الأكسجين). وهذان مرتبطان ولكن مختلفان.

### المناطق الساحلية

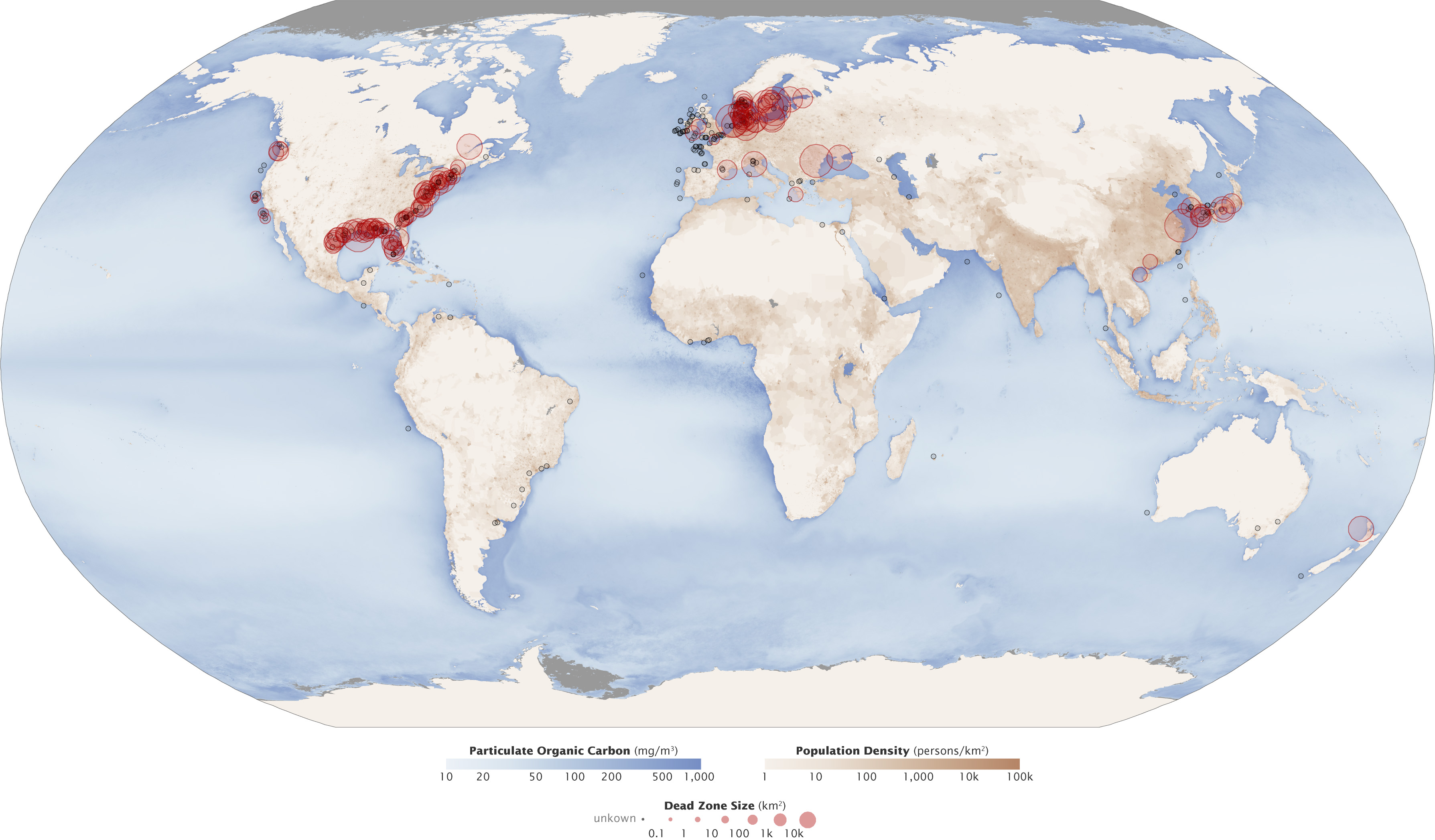
الدوائر الحمراء تُظهر مواقع وأحجام العديد من المناطق الميتة (في عام 2008). النقاط السوداء تُظهر المناطق الميتة ذات الحجم غير المعروف. لقد زاد حجم وعدد المناطق الميتة البحرية - المناطق التي يكون فيها عمق المياه منخفضًا جدًا في الأكسجين المذاب بحيث لا تستطيع المخلوقات البحرية البقاء على قيد الحياة (باستثناء بعض البكتيريا المتخصصة) - في النصف قرن الماضي.

المناطق الساحلية، مثل بحر البلطيق، وشمال خليج المكسيك، وخليج تشيزبيك، بالإضافة إلى المسطحات المائية الكبيرة المغلقة مثل بحيرة إري، قد تأثرت بانخفاض الأكسجين بسبب الإخصاب المفرط. يُدخل فائض من العناصر الغذائية في هذه الأنظمة عن طريق الأنهار، في نهاية المطاف من الجريان السطحي الحضري والزراعي، ومُضَخّمًا عن طريق إزالة الغابات. تؤدي هذه العناصر الغذائية إلى إنتاجية عالية تنتج مادة عضوية تغرق في القاع وتتنفس. يستخدم التنفس لهذه المادة العضوية الأكسجين ويسبب نقص الأكسجة أو نقص الأكسجين في الماء.

### مناطق المحيطات المفتوحة والعميقة (مناطق الحد الأدنى من الأكسجين)
في المحيط المفتوح توجد مناطق طبيعية منخفضة الأكسجين وهذه المناطق تتوسع ببطء. توجد هذه المناطق الدنيا للأكسجين في المحيط بشكل عام في الأعماق الوسطى للمحيط، من 100 إلى 1000 متر عمقًا. وهي ظواهر طبيعية ناتجة عن تنفس المواد العضوية الغارقة المنتجة في سطح المحيط. ومع ذلك، مع انخفاض محتوى الأكسجين في المحيط، تتوسع مناطق الحد الأدنى من الأكسجين رأسيًا وأفقيًا. في هذه المناطق المنخفضة الأكسجين، تكون حركة المياه بطيئة. هذا الاستقرار يعني أنه من الأسهل رؤية تغييرات صغيرة جدًا في الأكسجين، مثل انخفاض بنسبة 1-2٪. في العديد من هذه المناطق، لا يعني هذا الانخفاض أن هذه المناطق المنخفضة الأكسجين تصبح غير صالحة للسكن للأسماك وغيرها من الحياة البحرية ولكن قد يحدث ذلك على مدى عقود عديدة، خاصة في المحيطين الهادئ والهندي.
يدخل الأكسجين إلى المحيط على السطح، من خلال عمليات التمثيل الضوئي بواسطة العوالق النباتية والاختلاط مع الغلاف الجوي. تستخدم الكائنات الحية، سواء كانت دقيقة أو متعددة الخلايا، الأكسجين في التنفس في جميع أنحاء عمق المحيط، لذلك عندما يكون إمداد الأكسجين من السطح أقل من استخدام الأكسجين في المياه العميقة، يحدث فقدان الأكسجين.
هذه الظاهرة طبيعية، لكنها تتفاقم مع زيادة الطبقية وارتفاع درجة حرارة المحيط. يحدث التطبق عندما تترتب كتل المياه ذات الخصائص المختلفة، وخاصة درجة الحرارة والملوحة، في طبقات، مع وجود المياه ذات الكثافة المنخفضة فوق المياه ذات الكثافة العالية. كلما زاد الفرق في الخصائص بين الطبقات، قل الاختلاط بين الطبقات. يزداد التطبق عندما ترتفع درجة حرارة سطح المحيط أو تزداد كمية المياه العذبة الداخلة إلى المحيط من الأنهار وذوبان الجليد، مما يعزز نقص الأكسجين في المحيط عن طريق تقليل الإمداد. عامل آخر يمكن أن يقلل من الإمداد هو قابلية ذوبان الأكسجين. مع زيادة درجة الحرارة والملوحة، تقل قابلية ذوبان الأكسجين، مما يعني أنه يمكن إذابة كمية أقل من الأكسجين في الماء مع ارتفاع درجة حرارته وزيادة ملوحته.

## أثر تغير المناخ
في حين أن مناطق الحد الأدنى من الأكسجين تحدث بشكل طبيعي، إلا أنها يمكن أن تتفاقم بسبب التأثيرات البشرية مثل تغير المناخ والتلوث القائم على الأرض من الزراعة والصرف الصحي. ويتوقع نموذج المناخ الحالي وسيناريوهات تغير المناخ حدوث ارتفاع كبير في درجات الحرارة وفقدان الأكسجين في معظم أجزاء المحيط العلوي. يؤدي الاحترار العالمي إلى زيادة درجة حرارة المحيطات، خاصة في المناطق الساحلية الضحلة. وعندما ترتفع درجة حرارة الماء، تقل قدرته على الاحتفاظ بالأكسجين، مما يؤدي إلى انخفاض تركيزات الأكسجين في الماء. وهذا يؤدي إلى تفاقم آثار الإخصاب المفرط في المناطق الساحلية الموضحة أعلاه.
لقد نمت المناطق المفتوحة في المحيطات التي لا تحتوي على أكسجين بأكثر من 1.7 مليون ميل مربع في الخمسين عامًا الماضية، وشهدت المياه الساحلية زيادة عشر أضعاف في المناطق منخفضة الأكسجين في نفس الوقت.
كشف قياس الأكسجين المذاب في المياه الساحلية والمحيطات المفتوحة على مدار الخمسين عامًا الماضية عن انخفاض ملحوظ في محتوى الأكسجين. يرتبط هذا الانخفاض بالتوسع المكاني والتوسع الرأسي واستمرار الظروف المنخفضة الأكسجين في جميع مناطق المحيطات العالمية. توضح دراسات التمدد المكاني لمناطق الحد الأدنى من الأكسجين في الماضي من خلال الأساليب القديمة للمحيطات بوضوح أن التمدد المكاني لمناطق الحد الأدنى من الأكسجين قد توسع مع مرور الوقت، وأن هذا التوسع مرتبط بارتفاع درجة حرارة المحيط وتقليل تهوية مياه الطبقة الحرارية.
حاولت الأبحاث نمذجة التغيرات المحتملة في مناطق الحد الأدنى من الأكسجين نتيجة لارتفاع درجات الحرارة العالمية والتأثير البشري. هذا أمر صعب بسبب العوامل العديدة التي يمكن أن تساهم في التغيرات في مناطق الحد الأدنى من الأكسجين. العوامل المستخدمة لنمذجة التغير في مناطق الحد الأدنى من الأكسجين عديدة، وفي بعض الحالات يصعب قياسها أو تحديدها كمياً. بعض العمليات قيد الدراسة هي تغيرات في قابلية ذوبان غاز الأكسجين نتيجة لارتفاع درجة حرارة المحيط، وكذلك التغيرات في كمية التنفس والتمثيل الضوئي حول مناطق الحد الأدنى من الأكسجين. خلصت العديد من الدراسات إلى أن مناطق الحد الأدنى من الأكسجين تتوسع في مواقع متعددة، لكن تقلبات مناطق الحد الأدنى من الأكسجين الحديثة لا تزال غير مفهومة تمامًا. تتوقع نماذج نظام الأرض الحالية انخفاضات كبيرة في الأكسجين والمتغيرات الفيزيائية والكيميائية الأخرى في المحيط بسبب تغير المناخ، مع تداعيات محتملة على النظم البيئية والبشر.
إن الانخفاض العالمي في محتوى الأكسجين المحيطي ذو دلالة إحصائية ويبرز خارج حدود التقلبات الطبيعية. يتسارع هذا الاتجاه لفقدان الأكسجين، مع حدوث خسائر واسعة النطاق وواضحة بعد الثمانينيات. يختلف معدل ومحتوى فقدان الأكسجين الكلي حسب المنطقة، حيث يبرز شمال المحيط الهادئ كنقطة ساخنة خاصة لنزع الأكسجين بسبب زيادة الوقت منذ آخر تهوية لمياهه العميقة (انظر الدورة الحرارية الملحية) وارتفاع استخدام الأكسجين الظاهر (AOU) المرتبط بها. تتراوح تقديرات إجمالي فقدان الأكسجين في المحيط العالمي من 119 إلى 680 طن مول لكل عقد من الزمان منذ الخمسينيات. تمثل هذه التقديرات 2٪ من مخزون الأكسجين العالمي في المحيط.
قد يؤدي ذوبان الهيدرات الغازية في الطبقات السفلية من الماء إلى إطلاق المزيد من الميثان من الرواسب والاستهلاك اللاحق للأكسجين عن طريق التنفس الخلوي للميثان إلى ثاني أكسيد الكربون. ومن الآثار الأخرى لتغير المناخ على المحيطات التي تسبب نزع الأكسجين في المحيط هو تغير الدورة المحيطية. مع ارتفاع درجة حرارة المحيط من السطح، من المتوقع أن تزداد الطبقية، مما يدل على ميل لتباطؤ الدورة في المحيط، مما يزيد من نزع الأكسجين في المحيط.

### تقديرات للمستقبل
تُظهر نتائج النماذج الرياضية أن معدلات فقدان الأكسجين في المحيطات العالمية ستستمر في التسارع لتصل إلى 125 طن مول سنويًا−1 بحلول عام 2100 بسبب الاحترار المستمر وانخفاض تهوية المياه العميقة وزيادة الطلب البيولوجي على الأكسجين والتوسع المرتبط بالمناطق قليلة الأكسجين إلى مناطق ضحلة.

## التغيرات

### توسع مناطق الحد الأدنى من الأكسجين (OMZ)
تحتوي العديد من مناطق المحيط المفتوح على تركيزات منخفضة بشكل طبيعي من الأكسجين بسبب استهلاك الأكسجين البيولوجي الذي لا يمكن دعمه بمعدل إدخال الأكسجين إلى المنطقة من النقل الفيزيائي أو اختلاط الهواء بالماء أو التمثيل الضوئي. تسمى هذه المناطق بمناطق الحد الأدنى من الأكسجين، وهناك مجموعة متنوعة واسعة من أنظمة المحيط المفتوح التي تعاني من هذه الظروف المنخفضة للأكسجين بشكل طبيعي، مثل مناطق الارتفاع، والأحواض العميقة للبحار المغلقة، ونوى بعض دوامات المياه النمطية.
أدى نقص الأكسجين في المحيط إلى ظروف دون الأكسجين والفقيرة بالأكسجين وانعدام الأكسجين في كل من المياه الساحلية والمحيط المفتوح. منذ عام 1950، أبلغ أكثر من 500 موقع في المياه الساحلية عن تركيزات أكسجين أقل من 2 ملغ لتر-1، وهو ما يُقبل عمومًا كعتبة للظروف الفقيرة بالأكسجين.
توسع نطاق مناطق الحد الأدنى من الأكسجين في المحيطات الاستوائية خلال النصف قرن الماضي.
لطالما دُرست المياه الفقيرة بالأكسجين في الأنظمة الساحلية ومحيطات العالم المفتوحة بشكل منفصل عن بعضها البعض، حيث يركز الباحثون على نقص الأكسجين الناجم عن التخصيب الغذائي في المياه الساحلية ومناطق نقص الأكسجين في المحيط المفتوح التي تحدث بشكل طبيعي (بدون مدخلات مباشرة واضحة للمغذيات البشرية). ومع ذلك، فإن المياه الفقيرة بالأكسجين في المناطق الساحلية والمحيطات المفتوحة مترابطة ارتباطًا وثيقًا، وبالتالي فقد شهد كلاهما زيادة في شدة واتساع ونطاق الزمنية للأوضاع منزوعة الأكسجين.

محركات نقص الأكسجين وتكثيف تحمض المحيطات في أنظمة الرف القاعي الصاعد. تدفع الرياح باتجاه خط الاستواء صعود المياه ذات الأكسجين المذاب (DO) المنخفض، والمغذيات العالية، والكربون غير العضوي المذاب (DIC) العالي من فوق منطقة الحد الأدنى للأكسجين. تعمل التدرجات العرضية في الإنتاجية وأوقات إقامة مياه القاع على دفع قوة انخفاض (زيادة) الأكسجين المذاب (DIC) مع انتقال المياه عبر الرف القاري المنتج.

يمكن أن يختلف النطاق المكاني للظروف المنخفضة الأكسجين على نطاق واسع. في المياه الساحلية، يمكن أن تمتد المناطق ذات الظروف المنخفضة الأكسجين من أقل من كيلومتر مربع واحد إلى عدة آلاف من الكيلومترات المربعة. توجد مناطق الحد الأدنى من الأكسجين في المحيط المفتوح في جميع أحواض المحيطات ولديها اختلاف مماثل في النطاق المكاني؛ ويقدر أن 8٪ من حجم المحيط العالمي يقع ضمن مناطق الحد الأدنى من الأكسجين. تقع أكبر منطقة الحد الأدنى من الأكسجين في شمال شرق المحيط الهادئ الاستوائي وتشكل 41٪ من هذا الحجم العالمي، وتوجد أصغر منطقة الحد الأدنى من الأكسجين في شمال شرق المحيط الأطلسي الاستوائي وتشكل 5٪ فقط من حجم منطقة الحد الأدنى من الأكسجين العالمية.

### مدى الامتداد الرأسي للأوضاع منخفضة الأكسجين
يختلف أيضًا المدى الرأسي للأوضاع منخفضة الأكسجين، وتختلف المناطق ذات الأكسجين المنخفض المستمر في التباين السنوي في الحدود العليا والسفلى للمياه الفقيرة بالأكسجين.عادةً ما يُتوقع حدوث مناطق الأكسجين الدنيا على أعماق تتراوح بين 200 و1000 متر تقريبًا. تتميز الحدود العليا لمناطق الأكسجين الدنيا بتدرج قوي وسريع في الأكسجة، يسمى طبقة الأكسجين. يختلف عمق طبقة الأكسجين بين مناطق الأكسجين الدنيا، ويتأثر بشكل رئيسي بالعمليات الفيزيائية مثل تدفقات الهواء والماء والحركة الرأسية في عمق الطبقة الحرارية. يرتبط الحد الأدنى لمناطق الأكسجين الدنيا بانخفاض استهلاك الأكسجين البيولوجي، حيث يُستهلك ومعظم المادة العضوية تتنفس في أعلى 1000 متر من العمود المائي الرأسي. قد تشهد الأنظمة الساحلية الضحلة امتداد المياه الفقيرة بالأكسجين إلى المياه القاعية، مما يؤدي إلى آثار سلبية على المجتمعات القاعية.
زاد سمك العديد من مناطق الأكسجين الدنيا المستمرة على مدى العقود الخمسة الماضية. حدث هذا لأن الحد الأعلى لمناطق الأكسجين الدنيا أصبح أكثر ضحالة، وأيضًا لأن مناطق الأكسجين الدنيا توسعت إلى أسفل.

### تباين المدة الزمنية
تختلف المدة الزمنية لظروف نقص الأكسجين على نطاقات موسمية أو سنوية أو متعددة العقود. وعادة ما ترتبط الظروف نقص الأكسجين في الأنظمة الساحلية مثل خليج المكسيك بتصريف الأنهار والطبقية الحراريّة الملحية لعمود الماء والقوى الدافعة للرياح وأنماط الدورة المحيطية للرف القاري. وبالتالي، هناك أنماط موسمية وسنوية في بدء واستمرار وتفكك ظروف نقص الأكسجين الشديدة. وقد تشهد تركيزات الأكسجين في المحيطات المفتوحة والهوامش بين المناطق الساحلية والمحيط المفتوح تباينًا في شدتها ومداها المكاني والزماني من تقلبات متعددة العقود في الظروف المناخية.
كما شهدت المناطق الساحلية توسعًا في المدى المكاني والمدة الزمنية بسبب زيادة المدخلات الغذائية البشرية والتغيرات في الدورة المحيطية الإقليمية. وقد طورت المناطق التي لم تشهد سابقًا ظروف انخفاض الأكسجين، مثل الرف القاري لولاية أوريغن على الساحل الغربي للولايات المتحدة، مؤخرًا وبشكل مفاجئ نقصًا موسميًا في الأكسجين.

## التأثيرات

### إنتاجية المحيط
يؤثر نقص الأكسجين في المحيط على إنتاجية المحيط، ودورة المغذيات، ودورة الكربون، والموائل البحرية. أظهرت الدراسات أن المحيطات فقدت بالفعل 1-2٪ من أكسجينها منذ منتصف القرن العشرين، وتتوقع محاكاة النماذج انخفاضًا يصل إلى 7٪ في محتوى الأكسجين العالمي في المحيط على مدار المائة عام القادمة. ومن المتوقع أن يستمر انخفاض الأكسجين لمدة ألف عام أو أكثر.
ينتج عن نقص الأكسجين في المحيط توسع مناطق الحد الأدنى من الأكسجين في المحيطات. إلى جانب ذلك، ينتج نقص الأكسجين في المحيط عن اختلال توازن مصادر ومصارف الأكسجين في الماء المذاب. كان التغيير سريعًا إلى حد ما ويشكل تهديدًا للأسماك وأنواع الحياة البحرية الأخرى، وكذلك للأشخاص الذين يعتمدون على الحياة البحرية في التغذية أو سبل العيش.
مع توسع مناطق الأكسجين المنخفض عموديًا بالقرب من السطح، يمكنها التأثير على أنظمة الاندفاع الصاعد الساحلية مثل التيار الكاليفورني على ساحل ولاية أوريغن (الولايات المتحدة). تدفع الرياح الموسمية هذه الأنظمة الصاعدة التي تجبر مياه السطح بالقرب من الساحل على التحرك نحو الخارج، مما يسحب المياه العميقة على طول الرف القاري. مع زيادة عمق المياه العميقة منزوعة الأكسجين، يمكن لمزيد من المياه منزوعة الأكسجين الوصول إلى الرف القاري، مما يتسبب في نقص الأكسجين الساحلي وموت الأسماك. ومن المتوقع أن تكون تأثيرات عمليات نفوق الأسماك الضخمة على صناعة تربية الأحياء المائية عميقة.

### الكائنات البحرية والتنوع البيولوجي
يُعطل بقاء الأنواع في جميع أنحاء شبكة الغذاء البحرية بسبب تغير كيمياء المحيطات. مع ارتفاع درجة حرارة المحيطات، تقلل الاختلاط بين طبقات المياه، مما يؤدي إلى انخفاض توافر الأكسجين والمغذيات للحياة البحرية.
يمكن رؤية الآثار قصيرة المدى في الظروف القاتلة الحادة، ولكن يمكن أن تشمل العواقب دون المميتة الأخرى ضعف القدرة الإنجابية، وانخفاض النمو، وزيادة عدد السكان المصابين بالأمراض. يمكن أن تُعزى هذه إلى تأثير الضغوط المتعددة. عندما يتعرض الكائن الحي للتوتر بالفعل، على سبيل المثال، الحصول على كمية أقل من الأكسجين مما يفضله، فإنه لا يؤدي أداءً جيدًا في مجالات أخرى من وجوده مثل التكاثر والنمو ودفع المرض. بالإضافة إلى ذلك، لا يحتوي الماء الدافئ على كمية أقل من الأكسجين فحسب، بل إنه يجعل الكائنات البحرية تستهلك الأكسجين المتاح بشكل أسرع، مما يخفض تركيز الأكسجين في الماء أكثر ويضاعف الآثار المرئية. أخيرًا، بالنسبة لبعض الكائنات الحية، سيكون تقليل الموائل مشكلة. من المتوقع أن تنضغط المناطق الصالحة للسكن في عمود الماء ومن المتوقع أن تقصر المواسم الصالحة للسكن. إذا كانت المياه التي يوجد فيها موطن الكائن الحي العادي تحتوي على تركيزات أكسجين أقل مما يمكنه تحمله، فلن يرغب في العيش هناك بعد الآن. هذا يؤدي إلى تغير أنماط الهجرة وكذلك تغير أو تقليل مساحة الموائل.
يمكن رؤية الآثار طويلة المدى على نطاق أوسع من التغيرات في التنوع البيولوجي وتكوين شبكة الغذاء. نظرًا لتغير موطن العديد من الكائنات الحية، ستتغير علاقات المفترس والفريسة. على سبيل المثال، عندما تُضغط في منطقة صغيرة جيدة التهوية، ستزداد معدلات لقاء المفترس والفريسة، مما يتسبب في زيادة الافتراس، مما قد يضع ضغطًا على مجموعة الفرائس. بالإضافة إلى ذلك، من المتوقع أن ينخفض تنوع النظم البيئية بشكل عام بسبب انخفاض تركيزات الأكسجين.

### التأثيرات على مصائد الأسماك
تسبب التوسع الرأسي لمناطق الحد الأدنى من الأكسجين الاستوائية في تقليص المساحة بين هذه المناطق والسطح. وهذا يعني أن العديد من الأنواع التي تعيش بالقرب من السطح، مثل الأسماك، قد تتأثر بشكل دوري. ويجري حاليًا بحث مستمر لدراسة كيف يؤثر توسع مناطق الحد الأدنى من الأكسجين على شبكات الغذاء في هذه المناطق. وقد لوحظت الدراسات الخاصة بتوسع مناطق الحد الأدنى من الأكسجين في المناطق الاستوائية في المحيطين الهادئ والأطلسي آثارًا سلبية على تجمعات الأسماك ومصائد الأسماك التجارية، والتي من المحتمل أن تكون ناجمة عن انخفاض المساحة الملائمة للعيش عندما تتحرك هذه المناطق إلى عمق أقل.
يعتمد سلوك السمكة استجابةً لانخفاض الأكسجين في المحيط على تحملها للظروف قليلة الأكسجين. وتميل الأنواع ذات تحمل الأكسجين المنخفض إلى الخضوع لضغط المساحة الملائمة للعيش استجابةً لتوسع مناطق الحد الأدنى من الأكسجين. وقد تنتقل أنواع الأسماك ذات تحمل منخفض للأكسجين المنخفض للعيش بالقرب من سطح المحيط حيث يكون تركيز الأكسجين عادة أعلى. ويمكن أن تكون الاستجابات البيولوجية لضغط المساحة الملائمة للعيش متنوعة. وقد شهدت بعض أنواع أسماك بيلفيش، وهي مفترسات البحر المفتوح الكبيرة مثل مرلين شراعي وسمك المرلين، التي خضعت لضغط المساحة الملائمة للعيش في الواقع زيادة في النمو، حيث عانت فرائسها، وهي أسماك البحر المفتوح الأصغر حجمًا، من نفس ضغط المساحة الملائمة للعيش، مما أدى إلى زيادة تعرض الفريسة للخطر من قبل أسماك بيلفيش. ويمكن للأسماك التي تتحمل الظروف قليلة الأكسجين، مثل السبيدج العملاق وسمك الفانوس، أن تظل نشطة في البيئات قليلة الأكسجين بمستوى منخفض، مما يمكن أن يحسن بقائها عن طريق زيادة تجنبها للمفترسات التي لا تتحمل الأكسجين المنخفض وزيادة فرصها في الوصول إلى الموارد التي لا يستطيع منافسوها الذين لا يتحملون الأكسجين المنخفض الوصول إليها.
العلاقة بين العوالق الحيوانية ومناطق الأكسجين المنخفض معقدة وتختلف حسب النوع ومرحلة الحياة. تقلل بعض العوالق الحيوانية الجيلاتينية من معدلات نموها عند تعرضها لنقص الأكسجين، بينما يستخدم البعض الآخر هذه البيئة للتغذي على تركيزات الفريسة العالية دون تأثر معدلات نموها. وقد تُعزى قدرة بعض العوالق الحيوانية الجيلاتينية على تحمل نقص الأكسجين إلى قدرتها على تخزين الأكسجين في المناطق الداخلية. يمكن أن تؤثر حركات العوالق الحيوانية نتيجة لانخفاض الأكسجين في المحيط على مصائد الأسماك ودورة النيتروجين العالمية والعلاقات الغذائية. ويمكن أن يكون لهذه التغييرات عواقب اقتصادية وبيئية كبيرة من خلال الإفراط في الصيد أو انهيار شبكات الغذاء.

## روابط خارجية
- نزع الأكسجين من المحيط
- ناسا: إزالة الأكسجين من المحيطات: الماضي والحاضر والمستقبل